# 經義述聞
《經義述聞》，王引之撰，共三十二卷。

## 概說
《經義述聞》結合小学、校勘、经学，自序云：“诸说并列，则求其是；字有假借，则改其读。”又有阮元序。《經義述聞》初刊於嘉慶二年（1797年），為未完整本；道光七年（1827年）重刻。